# NGC 212
NGC 212 est une vaste galaxie lenticulaire située dans la constellation du Phénix. NGC 212 a été découverte par l'astronome britannique John Herschel en 1834.

## Caractéristiques
Sa vitesse par rapport au fond diffus cosmologique est de 8 107 ± 14 km/s, ce qui correspond à une distance de Hubble de 119,6 ± 8,4 Mpc (∼390 millions d'al).
À ce jour, trois mesures non basées sur le décalage vers le rouge (redshift) donnent une distance de 117,333 ± 9,292 Mpc (∼383 millions d'al), ce qui est  à l'intérieur des valeurs de la distance de Hubble.